# La Chapelle-Vaupelteigne
La Chapelle-Vaupelteigne là một xã của Pháp,tọa lạc ở tỉnh Yonne trong vùng Bourgogne của Pháp. Xã này có diện tích 5,04 km2, dân số năm 1999 là 106 người.

## Thông tin nhân khẩu
| Năm | 1962 | 1968 | 1975 | 1982 | 1990 | 1999 |
| --- | ---- | ---- | ---- | ---- | ---- | ---- |
| Dân số | 125  | 139  | 128  | 104  | 119  | 106  |
| From the year 1962 on: No double counting—residents of multiple communes (e.g. students and military personnel) are counted only once. |      |      |      |      |      |      |